# Distretto di Szerencs
Il distretto di Szerencs (in ungherese Szerencsi járás) è un distretto dell'Ungheria, situato nella provincia di Borsod-Abaúj-Zemplén.